# Les Indiscrétions d'Hercule Poirot (téléfilm)
Pour les articles homonymes, voir After the Funeral.
Pour le roman, voir Les Indiscrétions d'Hercule Poirot.
Les Indiscrétions d'Hercule Poirot (After the Funeral) est un téléfilm britannique de la série télévisée Hercule Poirot, réalisé par Maurice Phillips, sur un scénario de Philomena McDonagh, d'après le roman Les Indiscrétions d'Hercule Poirot, d'Agatha Christie.
Ce téléfilm, qui constitue le 56e épisode de la série, a été diffusé pour la première fois au Royaume-Uni le 26 mars 2006 sur ITV et en France le 2 juin 2006 sur TMC.

## Synopsis
Richard Abernethie meurt d'une crise cardiaque et toute sa famille se rend à ses funérailles. Lors de l'ouverture du testament, sa sœur Cora, que personne n'avait revue depuis des années, émet l'hypothèse qu'il aurait été assassiné. Le lendemain, elle est retrouvée massacrée à la hache. Le notaire de la famille fait alors appel à son vieil ami Poirot pour enquêter. Pour le détective belge, l'assassin est un membre de la famille.

## Fiche technique
- Titre français : Les Indiscrétions d'Hercule Poirot
- Titre original : After the Funeral
- Réalisation : Maurice Phillips
- Scénario : Philomena McDonagh, d'après le roman Les Indiscrétions d'Hercule Poirot (1953) d'Agatha Christie
- Décors : Jeff Tessler
- Costumes : Sheena Napier
- Photographie : David Higgs
- Montage : Paul Garrick
- Musique originale : Stephen McKeon
- Casting : Maureen Duff
- Production : Trevor Hopkins
  - Production déléguée : Michele Buck, Phil Clymer, Delia Fine et Damien Timmer
  - Production associé : David Suchet
- Sociétés de production : Granada, A&E Television Networks et Agatha Christie Ltd.
- Durée : 100 minutes
- Pays d'origine :  Royaume-Uni
- Langue originale : Anglais
- Genre : Policier
- Ordre dans la série : 56e - (3e épisode de la saison 10)
- Premières diffusions :
  -  Royaume-Uni : 26 mars 2006 sur le réseau d'ITV
  -  France : 2 juin 2006 sur TMC

## Distribution
- David Suchet (V. F. : Roger Carel) : Hercule Poirot
- Phillip Anthony : le pasteur
- Robert Bathurst (V. F. : Bernard Alane) : Gilbert Entwhistle
- Anna Calder-Marshall (V.F. : Arlette Thomas)  : Maude Abernethie
- John Carson : Richard Abernethie
- Kevin Doyle : Inspecteur Morton
- Michael Fassbender (V. F. : Georges Caudron) : George Abernethie
- Fiona Glascott (V.F. : Vanina Pradier)  : Rosamund
- Geraldine James (V. F. : Evelyne Séléna) : Helen Abernethie
- Dominic Jephcott : Dr Larraby
- Vicky Ogden : Janet
- Julian Ovenden (V. F. : Vincent de Bouard) : Michael Shane
- Lucy Punch (V.F. : Marine Jolivet)  : Susannah Henderson
- William Russell (V. F. : Jacques Ciron) : Lanscombe
- Annabel Scholey : Miss Sorrel
- Anthony Valentine : Giovanni Gallaccio
- Benjamin Whitrow (V. F. : Pierre Baton) : Timothy Abernethie
- Monica Dolan (V.F. : Odile Schmitt)  : Miss Gilchrist

Source : Version française (V. F.) sur RS Doublage